# Cyphomyrmex castagnei
Cyphomyrmex castagnei é uma espécie de inseto do gênero Cyphomyrmex, pertencente à família Formicidae.